# Abderrahmán El Fathi
Abderrahmán El Fathi, poeta y profesor universitario marroquí, galardonado con el premio Rafael Alberti. Autor, entre otros,  del poemario África en versos mojados, que luego sería musicado por el cantautor español Ramón Tarrío.

## Biografía
Abderrahmán El Fathi nació el 29 de septiembre de 1964 en Tetuán, donde reside actualmente. También en esta ciudad, se licenció en Filología Hispánica en junio del 87. Se doctoró en la Universidad de Sevilla. Es director del Departamento de Estudios Hispánicos  de la Universidad Abdelmalek Essaadi  de Tetuán. Profesor conferenciante en España, Francia, Chile y EE. UU.
Toda su obra está ligada tanto a la cultura árabe como española, y a la conciencia con respecto a la emigración, la guerra de Irak, o el conflicto palestino-israelí (asuntos que afectan a ambas culturas). Su poesía sella un compromiso con la palabra, contra la barbarie; sin perder el lirismo ni la belleza en su expresión.
El Fathi se muestra íntimamente comprometido con causas sociales como la integración en una sociedad multicultural como se muestra cada vez más las vecinas Tetuán-Ceuta, y otras muchas otras poblaciones. Dedica especial atención al diálogo y la pedagogía (educación e infancia), ya que ha participado en numerosas conferencias encuentros en torno a esta temática. El respeto a los Derechos Humanos como premisa para el desarrollo.

## Investigaciones, Organización de Congresos y Rutas Literarias
Entre la gran cantidad de investigaciones y proyectos diversos en los que ha participado, se puede destacar:
- El libro de la Escala de Mahoma. Relaciones, contextos españoles del Medievo y el Renacimiento (cuya primera versión presentó como tesis doctoral en la Universidad de Sevilla y obtuvo la mención Cum Laude).
- Estudios sobre literatura como La presencia de Jerusalén en la literatura medieval española.
- Investigaciones enfocadas en la juventud marroquí, como estudio psicológico de los perfiles (valorando personalidad e intelgencia) de menores marroquíes y subsaharianos llegados a España por medio de la inmigración irregular u otro estudio acerca de la intervención de la familia y la educación en el absentismo escolar de niñas y niños en Tánger.
- Educación y religión: Paz y no violencia en el Islam y el Cristianismo.
- Investigación educativa en una sociedad multicultural.
- En abril de 2015 publica Marruecos en Cervantes (Patio de Monipodio, 2015), una antología de textos en los que se hace referencia a las distintas ciudades de Marruecos, constatando así las huellas que dejaron en Miguel de Cervantes su relación con el Norte de África.
En esa misma fecha organiza el Coloquio Internacional Marruecos y Tetuán en la obra de Cervantes. Las actas se recogen en la publicación Cautivos, redenciones y mazmorras en el imaginario de Cervantes (Patio de Monipodio, 2016).
Es en ese Congreso cuando el Dr. El Fathi propone la idea de crear una Ruta Cultural en la Medina de Tetuán (Patrimonio de la Humanidad).
La Ruta Cervantina de Tetuán, primera ruta en el mundo árabe, se inauguró el 23 de abril de 2018 gracias a la colaboración del Consulado General de España en Tetuán, Ayuntamiento de Tetuán, Ayuntamiento de Martil y al Instituto Cervantes.

## Producción literaria
Pese a encontrarse cercano al teatro, se le conoce especialmente como poeta. Su obra poética se encuentran en castellano y ha sido incluida en diversas antologías: Arribar a la Bahía (Encuentro de poetas en el 2000), Tres Orillas (2002 Algeciras, Diputación de Cádiz), Luces y Sombras (n.º 19,2002, Tafalla, Gobierno de Navarra), Testimonios de Solidaridad. El Drama de la Emigración (Jerez de la Frontera, Desarrollo y Solidaridad, Coordinación Antonio Reyes), La paz y la palabra. Letras contra la guerra (Madrid, 2003), 50 cartas a Dios (Madrid, 2005), Voces del extremo. Poesía y magia (Huelva, 2009), Antología del III Congreso de Poesía (Salamanca, 2018).
Su primer libro de poemas es Triana, imágenes y palabras (en 1998), 31 cantos nostálgicos a la vieja Al Andalus. 
Con Abordaje (en el año 2000) obtuvo el premio Rafael Alberti que concede la Embajada de España en Rabat. Este poemario viene incluido en el libro África en versos mojados (en 2002), que fue musicado por el cantautor ceutí Ramón Tarrío y su grupo (compuesto por el baterista David León, el bajista Fathi Gómez, y el guitarrista Juan Carlos López); que desde su composición, han ido siguiendo una gira alrededor de África y Europa hasta ahora.
Al año siguiente, el poeta escribe dos bellos libros, El cielo herido y Primavera en Ramallah y Bagdad; donde se observa con dolor la tragedia del Medio Oriente: la guerra de Irak y el problema palestino.
En el año 2004, Abderrahmán El Fathi publica Desde la otra Orilla; libro editado por Quórum en su colección Algarabía. Este es un poemario que "nos plantea otra forma de acercanos a la realidad y a la vida", según expresa José Ramón Ripoll en el prólogo.
En 2011 publica en Patio de Monipodio Danzadelaire, en esta ocasión el poeta expresa un lenguaje delicado a la vez que pasional,  presta atención a lo más  simple y común, se manifiesta feliz. Estamos ante una poesía novedosa llena de versos libres pero aquilatados con un ritmo personal y distintivo. 
Con Volver a Tetuán (Quorum Book, 2019) El Fathi retorna a su patria chica con poemas de vivencias: la noche y el mar, la pasión y el desamor, o la muerte, a menudo joven e irracional. 
Mientras escribo
percibo el silencio
y el olor a otoño,
que sacude mi noche,
en la sombra de tu presencia
Una selección de su obra literaria se encuentra recogida en la Biblioteca Africana, portal integrado en la Biblioteca Virtual Miguel de Cervantes.

## Enlaces
- Títulos digitalizados en la Biblioteca Africana
- Ramón Tarrío
- Encuentro literario en Instituto Cervantes con Antonio Orihuela
- Análisis de su obra literaria en la web de Cristián H. Ricci  Archivado el 25 de septiembre de 2017 en Wayback Machine.
- En inglés “Abderrahman El Fathi: Between ‘Paterista’ and Testimonial Poetry.” Across the Straits: New Visions of Africa in Contemporary Spain.

```
  Eds. Debra Faszer-McMahon and Victoria Ketz. Burlington: Ashgate P (2015): 241-264
  
 
Archivado
 el 19 de mayo de 2016 en 
Wayback Machine
.
```

- En español “Añoranzas de Al-Ándalus en la literatura marroquí contemporánea” La retórica del sur: Representaciones discursos sobre Andalucía en el

```
 periodo democrático. Eds. Antonio Gómez L. Quiñones and José Manuel del Pino. Seville: Ediciones Alfar. (2016): 173-202
 
```

- Datos: Q5654808
- Multimedia: Abderrahmán El Fathi / Q5654808